# Los días del amor
Los días del amor (Les jours de l'amour) est un film mexicain d'Alberto Isaac sorti le 9 mars 1972.

## Fiche technique
- Scénario : Emilio García Riera, Alberto Isaac
- Réalisation : Alberto Isaac
- Assist. Réalisation : Manuel Ortega
- Production : STPC, Artistas Asociados Mexicanos, Adolfo Torres Portillo, Oscar Magaña, Armando Espinosa
- Coordination générale : José María Fernández Unsaín
- Photographie : Jorge Stahl Jr.
- Image : Ignacio Romero
- Éclairage : Antonio Alvarez
- Musique : Raúl Lavista
- Montage : Rafael Ceballos
- Direction artistique : Lucero Isaac
- Décor : Raúl Serrano
- Maquillage : Ana Guerrero
- Montage sonore : Sigfrido García
- Date de sortie : 9 mars 1972
- Durée : 89 minutes
- Format : Eastmancolor
- Genre : Comédie dramatique
- Lieux de tournage : Colima (Mexique)

## Distribution
- Jorge Martínez de Hoyos : Vicente Icaza
- Anita Blanch : Grandecita
- María Teresa Rivas : Fela
- Juan José Martínez Casado : Lauro
- María Barber : Tina
- Arturo Beristáin : Gabriel
- Marcela López Rey : Marcela
- Héctor Ortega : Gen. Terrazas
- Maricarmen Legorreta : Fanny Granados
- Luciano Hernández de la Vega : Prof. Granados
- Rosalía Orozco : Ruth
- Alfredo Portilla : ami de Gabriel
- Enrique Silva : ami de Gabriel
- Gastón Melo : Moheno
- Roberto Dumont : Capt. Machado "Lechuzo"
- Alejandra Mora : Marina
- Maricruz Nájera : Isaura
- Mario Castillón Bracho :  Cristero
- Abel Quezada : Gen. Pacheco
- José Luis Cuevas : vendeur d'eau
- Francisco Zaragoza
- Diana Gaytán
- Lety Gaytán
- Gabriel Portillo
- Livier Valencia
- Javier Gutiérrez
- Manuel Cedeño
- Carlos Hugo Schulte
- Salvador Pulido
- Federico González
- Mario Brizuela
- Las Hermanas Vallejo
- Teresa Sánchez
- Pedro Escobedo
- Antonio Moreno

## Distinctions
Le film a été présenté à la Quinzaine des réalisateurs, en sélection parallèle du festival de Cannes 1972.
En 1972, il reçoit également l'Ariel d'Argent des Meilleurs Décors décerné à Lucero Isaac[réf. souhaitée]